# Списак српских презимена са наставком -ев или -ов
|  |  |  |  |  |  |  |  |  |  |  |  |  |  |  |  |  |  |  |  |  |  |  |  |  |  |  |  |  |  |

## А
- Аврамов
- Адамов
- Албулов
- Александров
- Алчаков
- Андонов
- Анђелков
- Анђелов
- Антонијев
- Антонов
- Антуљесков
- Арлов
- Арновљев
- Арсенов
- Аршинов
- Атанацков
- Аћимов

## Б
- Бабушков
- Бајчев
- Баковљев
- Барачков
- Барбулов
- Барлов
- Баталов
- Батанчев
- Баћанов
- Бауков
- Бауранов
- Бачујков
- Бачулов
- Баштованов
- Бедов
- Бекјарев
- Беланов
- Белошев
- Бенђесков
- Бераров
- Бербаков
- Берков
- Бирешев
- Бировљев
- Бједов
- Благојев
- Благојчев
- Боаров
- Богданов
- Богићев
- Богосављев
- Бокоров
- Болозанов
- Боришев
- Боројев
- Бошков
- Бошњаков
- Бранков
- Брацилов
- Бубесков
- Будаков
- Будимиров
- Будовалчев
- Бузаров
- Букуров

## В
- Варадинчев
- Васиљев
- Велемиров
- Велимиров
- Велисављев
- Величков
- Вељков
- Веселинов
- Весков
- Видаков
- Виденов
- Вијатов
- Винћилов
- Витезов
- Витомиров
- Владисављев
- Владулов
- Влајков
- Водалов
- Војнов
- Воларов
- Вранов
- Вребалов
- Вренчев
- Врсајков
- Вујадинов
- Вујанов
- Вујатов
- Вујацков
- Вујков
- Вукадинов
- Вукајлов
- Вукашинов
- Вукмиров
- Вуков
- Вукојев
- Вукосављев
- Вученов

## Г
- Габоров
- Гавранов
- Гаврилов
- Гајинов
- Галешев
- Гарчев
- Гвозденов
- Гедошев
- Георгиев
- Гићанов
- Главарданов
- Глуваков
- Говорчинов
- Годомиров
- Годочев
- Годошев
- Гојков
- Голубов
- Гомбошев
- Гранзов
- Грозданов
- Грубанов
- Грујичков
- Гуранов
- Гурјанов
- Гуслов

## Д
- Давидов
- Дамјанов
- Даников
- Данилов
- Данков
- Данкулов
- Дербаков
- Деспотов
- Дивљаков
- Дицков
- Добожанов
- Добренов
- Добресков
- Добромиров
- Добросављев
- Доватов
- Докљанов
- Докманов
- Дормошев
- Дорошков
- Дошлов
- Драганов
- Драгојлов
- Драгомиров
- Драгошев
- Дражилов
- Дригулов
- Дукатаров
- Дукуљев
- Думитров
- Душков

## Ђ
- Ђаков
- Ђаконов
- Ђатков
- Ђисалов
- Ђорђашев
- Ђорђев
- Ђуканов
- Ђураков
- Ђурашинов
- Ђурђев
- Ђурђулов
- Ђуричков

## Е
- Ергелашев
- Ердељанов

## Ж
- Жарков
- Живанков
- Живанов
- Живанчев
- Живков
- Живојинов
- Жижаков
- Журжинов
- Журжулов

## З
- Зирамов
- Зубанов

## И
- Иванов
- Иванчев
- Ивков
- Ивошев
- Игњатов
- Игњачев
- Игов
- Играчев
- Икрашев
- Илијашев
- Имброњев
- Исаков

## Ј
- Јабланов
- Јакобесков
- Јаковљев
- Јамушаков
- Јанков
- Јанкулов
- Јаношев
- Јањатов
- Јањетов
- Јачов
- Јевремов
- Јевросимов
- Јегарчев
- Јенецков
- Јереминов
- Јерков
- Јецков
- Јованов
- Јозанов
- Јоњев
- Јосимов
- Јоцков
- Јошанов

## К
- Калинов
- Калушев
- Квашчев
- Кимпанов
- Кићескулов
- Клинцов
- Клицов
- Кнежев
- Кобиларов
- Кованов
- Ковачев
- Кодранов
- Козарев
- Којадинов
- Коканов
- Кокошков
- Коларов
- Колданов
- Команов
- Комаров
- Комленов
- Комненов
- Константинов
- Концулов
- Коров
- Коровљев
- Корунов
- Котуров
- Краваров
- Крачунов
- Кришанов
- Крчмаров
- Кузманов
- Кузманчев
- Кулаузов
- Курбањев
- Курјаков
- Куручев
- Куштров

## Л
- Лабанчев
- Лазарев
- Лазаров
- Лазарчев
- Латовљев
- Лаушев
- Леваков
- Лежаков
- Лепојев
- Лешков
- Липованов
- Лисов
- Лисулов
- Ловадинов
- Лујанов
- Лукачев
- Лунгулов
- Лупулов

## Љ
- Љубојев

## М
- Магарашев
- Маглов
- Мајдов
- Макленов
- Максимов
- Максимчев
- Малешев
- Малимарков
- Малуцков
- Малушев
- Манојлов
- Мањулов
- Маринков
- Марјанов
- Марканов
- Марков
- Марковљев
- Маркушев
- Мартинов
- Марчићев
- Матејашев
- Маћашев
- Медаков
- Мијатов
- Миклушев
- Миладинов
- Милаков
- Миланков
- Миланов
- Милашинов
- Миленов
- Милешев
- Миливојев
- Миливојчев
- Милинков
- Милинов
- Милитаров
- Милићев
- Милков
- Милованов
- Милованчев
- Милојков
- Милорадов
- Милосављев
- Милошев
- Милунов
- Милутинов
- Миљанов
- Миљков
- Миоков
- Мирилов
- Мирков
- Миркоњев
- Миросављев
- Митков
- Михајлов
- Михаљев
- Мишков
- Мишљанов
- Младенов
- Модошанов
- Мојсилов
- Мојсев
- Молдованов
- Момиров
- Момчилов
- Монашев
- Моромилов
- Моцанов
- Мрђанов
- Мрђенов
- Мучалов

## Н
- Нагулов
- Наумов
- Недељков
- Немешев
- Немчев
- Ненадов
- Несторов
- Нећаков
- Нецков
- Нешков
- Никачев
- Николашев
- Никочев
- Нинков
- Нићифоров
- Новаков

## Њ
- Њагулов

## О
- Оберкнежев
- Обрадов
- Обренов
- Овчаров
- Огњанов
- Окрајнов
- Омаљев
- Оторанов

## П
- Павков
- Павлов
- Падров
- Пајташев
- Пандуров
- Панков
- Паскулов
- Пауљев
- Паунов
- Пејаков
- Петаков
- Петков
- Петров
- Петруљесков
- Петручев
- Писарев
- Писаров
- Плачков
- Плужарев
- Пожарев
- Познанов
- Попаживанов
- Попђурђев
- Попесков
- Попјованов
- Попмијатов
- Попмихајлов
- Попноваков
- Попов
- Попшогоров
- Прванов
- Првулов
- Предојев
- Прерадов
- Прибишев
- Проданов
- Пурков
- Пушкарев

## Р
- Радаков
- Раданов
- Радивојев
- Радивојков
- Радичев
- Раднов
- Радованов
- Радованчев
- Радојев
- Радосављев
- Радосавчев
- Радујков
- Радулов
- Рајков
- Раказов
- Ранисављев
- Ранков
- Ратков
- Рацков
- Рашков
- Рибаров
- Рођенков
- Ромаков
- Ромчев
- Ротаров
- Роцанов
- Роцков
- Рошков
- Рудаков
- Ружанов
- Русов
- Ручнов

## С
- Сабов
- Сабовљев
- Саванов
- Савков
- Савулов
- Самолов
- Саџаков
- Свиларов
- Свирчев
- Седмаков
- Секулов
- Селаков
- Сивчев
- Симулов
- Слепчев
- Смуков
- Соларов
- Сомборчев
- Спасојев
- Срданов
- Срђанов
- Средојев
- Сремчев
- Сретков
- Срећков
- Стаматов
- Станаћев
- Станимиров
- Станисављев
- Станичков
- Станков
- Станојев
- Станулов
- Станчулов
- Стеванов
- Стеванчев
- Степанов
- Степанчев
- Стојадинов
- Стојаков
- Стојанов
- Стојанчев
- Стојимиров
- Стојинов
- Стојков
- Стоканов
- Страињев
- Страјков
- Страјњев
- Субаков
- Сувачаров
- Сударов
- Сурданов
- Суртов

## Т
- Табаков
- Тајков
- Танацков
- Татомиров
- Теларов
- Теофанов
- Тимаров
- Тодоресков
- Тодоров
- Толанов
- Толмачев
- Томашев
- Топалов
- Тошков
- Траилов
- Трећаков
- Трифунов
- Трњаков
- Трњанчев
- Туторов
- Туцаков

## Ћ
- Ћирилов
- Ћирков
- Ћошков

## У
- Угринов
- Узуров
- Урошев

## Ф
- Фаранов
- Ференчев
- Филипашев
- Филипчев
- Фишаков
- Фратуцанов

## Х
- Хаднађев
- Хајдуков

## Ц
- Цвејанов
- Цветков
- Црвенков
- Црквењаков
- Црнајлов

## Ч
- Чворков
- Черњев
- Чешљаров
- Чобанов
- Чоков
- Чокулов
- Чордаров
- Чуданов
- Чукуров
- Чутурилов

## Џ
- Џунов

## Ш
- Шандоров
- Шароњев
- Шарчев
- Шегуљев
- Шећеров
- Шијаков
- Шипов
- Шовљаков
- Шогоров
- Шуваков